# Лунлин
Лунли́н (кит. упр. 龙陵, пиньинь Lónglíng) — уезд городского округа Баошань провинции Юньнань (КНР).

## История
Во времена империи Цин здесь в 1770 году был создан Лунлинский комиссариат (龙陵厅). После Синьхайской революции в Китае была проведена реформа структуры административного деления, в ходе которой комиссариаты были упразднены, поэтому в 1913 году Лунлинский комиссариат был преобразован в уезд Лунлин.
После вхождения провинции Юньнань в состав КНР в 1950 году был образован Специальный район Баошань (保山专区), и уезд вошёл в его состав. В 1956 году Специальный район Баошань был расформирован, и уезд перешёл в состав Дэхун-Дай-Качинского автономного округа. В 1963 году Специальный район Баошань был воссоздан, и уезд вернулся в его состав. В 1970 году Специальный район Баошань был переименован в Округ Баошань (保山地区).
Постановлением Госсовета КНР от 30 декабря 2000 года округ Баошань был преобразован в городской округ.

## Административное деление
Уезд делится на 3 посёлка, 6 волостей и 1 национальная волость.